# Salto (Buenos Aires)
Salto − miasto w Argentynie, stolica Partido Salto (powiatu Salto) leżącego w prowincji Buenos Aires. Według spisu z 2001 roku miasto liczyło 23 816 mieszkańców.